# 112 av. J.-C.
Cette page concerne l'année 112 av. J.-C. du calendrier julien proleptique.

## Événements
- 22 septembre 113 av. J.-C. (1er janvier 642 du calendrier romain) : début à Rome du consulat de Lucius Calpurnius Piso Caesoninus et Marcus Livius Drusus[1].
  - Le consul Livius Drusus est envoyé combattre les Scordisques en Macédoine[2].
- Printemps : Scaurus conduit une nouvelle délégation du Sénat romain, qui débarque à Utique et convoque Jugurtha, roi de Numidie en guerre contre son cousin Adherbal[3].
- Été : Jugurtha prend Cirta, tue Adherbal de ses propres mains et fait massacrer des négociants romains réfugiés dans la ville. Rome déclare la guerre à Jugurtha[4].

- Judée :  Jean Hyrcan Ier se tourne contre l’Idumée, s’empare d’Adora et de Marisa et ne permet aux habitants de rester que s’ils se font circoncire et observent la Loi juive (112-111 av. J.-C.)[5].

- En Chine, les  Han réglementent la frappe des monnaies[6].

## Décès en 112 av. J.-C.
- Cléopâtre IV, reine d’Égypte puis reine de Syrie.
- Mithridate VII, roi associé du Pont, assassiné par son frère Mithridate VI.
- Adherbal, roi de Numidie.